# Saida
Saida (in arabo سعيدة‎?, Saʿīda) è una città dell'Algeria occidentale, capoluogo della provincia omonima. Ha una popolazione stimata a 130 000 abitanti nel 2006. La città esisteva già in epoca romana.